# 潮州窑
潮州窑是唐、宋时潮州的著名瓷窑，始于唐代，经宋代而延续至元代。主要烧制青瓷、青白瓷、黑釉瓷和赫黄釉瓷。产品有碗、盘、杯、碟、瓶、壶、盂、罐等。
其地今广东省潮州市，有笔架山潮州窑遗址，在区的韩江东岸笔架山西麓，北起虎头山，南至印子山，绵延约四华里，相传有九十九条窑之多，号称“百窑村”。是全国重点文物保护单位。

## 图片

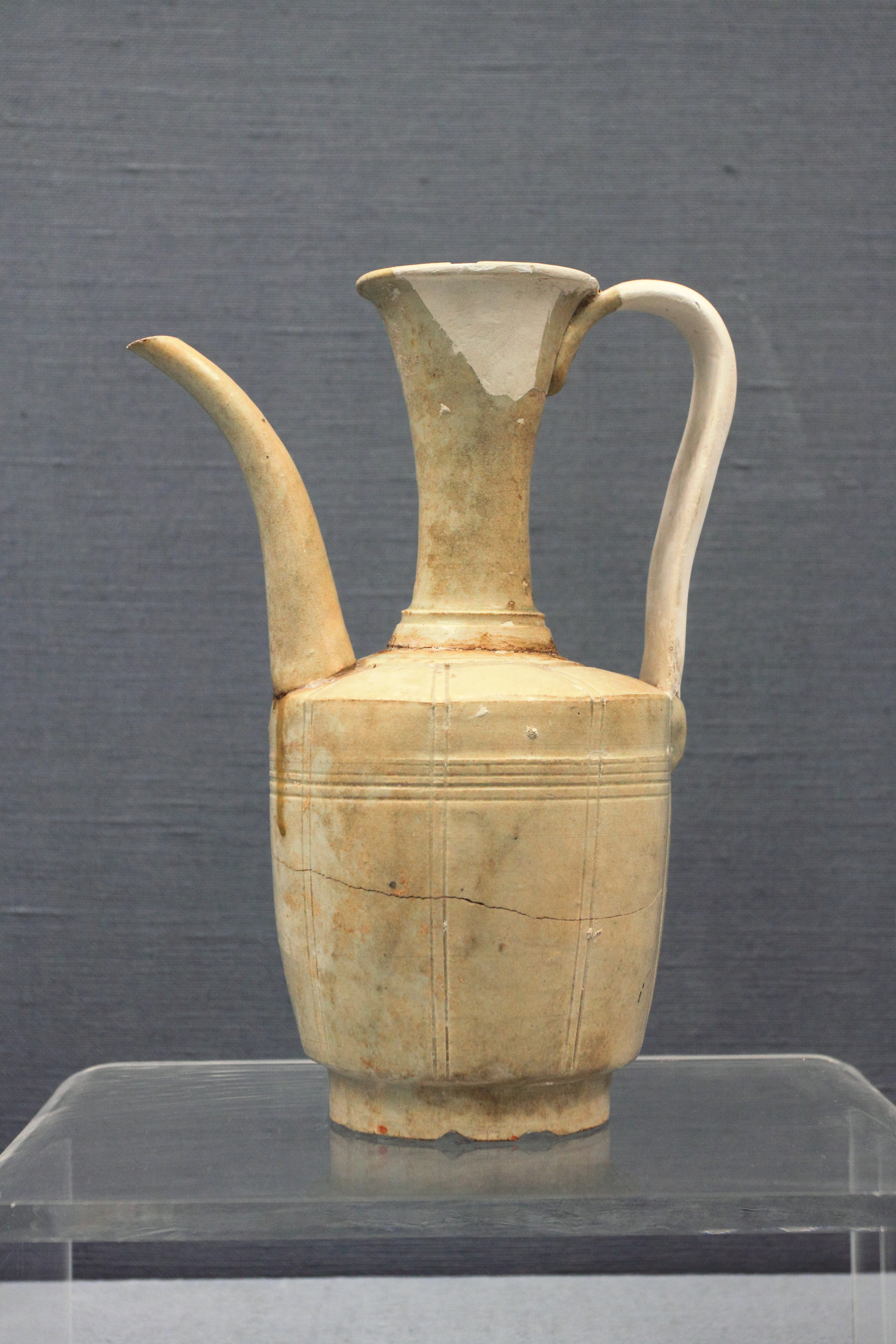
青白釉瓜棱执壶，北宋，潮州笔架山窑出土，现藏广东省博物馆